# Giro delle Fiandre 1950
Il Giro delle Fiandre 1950, trentaquattresima edizione della corsa, fu disputato il 2 aprile 1950, per un percorso totale di 273 km. Fu vinto dall'italiano Fiorenzo Magni, al traguardo con il tempo di 8h15'00", alla media di 33,090 km/h, davanti a Briek Schotte e Louis Caput. Per la prima volta nella storia, i ciclisti dovettero affrontare il temibile Muur van Geraardsbergen, altresì noto come Kapelmuur.
I ciclisti che partirono da Gand furono 220; coloro che tagliarono il traguardo a Wetteren furono 21.

## Ordine d'arrivo (Top 10)
| Pos. | Corridore             | Squadra            | Tempo    |
| ---- | --------------------- | ------------------ | -------- |
| 1    | Fiorenzo Magni        | Ganna              | 8h15'00" |
| 2    | Briek Schotte         | Alcyon-Dunlop      | a 2'15"  |
| 3    | Louis Caput           | Olympia-Dunlop     | a 9'20"  |
| 4    | Maurice Diot          | Mercier-Hutchinson | s.t.     |
| 5    | André Maelbrancke     | Star Nord          | s.t.     |
| 6    | Eugène Van Roosbroeck | Alcyon-Dunlop      | s.t.     |
| 7    | Valère Ollivier       | Bertin-Wolber      | a 12'15" |
| 8    | Roger Gyselinck       | Groene Leeuw       | s.t.     |
| 9    | Basiel Wambeke        | Condor             | a 13'15" |
| 10   | César Marcelak        | Mercier-Hutchinson | a 15'10" |